# Tupolev Tu-124
Il Tupolev Tu-124  (in caratteri cirillici Туполев Ту-124, nome in codice NATO Cookpot) era un bimotore a getto di linea ad ala bassa progettato dall'OKB 156 diretto da Andrej Nikolaevič Tupolev e sviluppato in Unione Sovietica tra la seconda parte degli anni cinquanta e i primi anni sessanta.
Uno dei primi aerei di linea al mondo ad adottare i motori turboventola, detiene il primato di essere il primo ad essere stato progettato appositamente per utilizzare tale tipo di motorizzazione.

## Storia
Alla fine degli anni cinquanta il consiglio dei ministri sovietico emanò un decreto che approvava lo sviluppo di una nuova linea di motori aeronautici per applicazioni civili e militari, i turboventola. Questa tipologia di motori sfruttava, a differenza dei precedenti turbogetto, l'utilizzo di due flussi d'aria separati per incrementarne le prestazioni complessive. Lo sviluppo del primo turboventola di produzione sovietica fu per iniziativa dell'ufficio di progettazione (OKB) Nr.19 diretto da Pavel Aleksandrovič Solov'ëv, il quale realizzò il Soloviev D-20P capace di una spinta al decollo di 5 500 kg.
Con la disponibilità di tale motorizzazione venne emessa una specifica per la fornitura di un aereo di linea civile per il traffico regionale e destinato ad affiancare e progressivamente sostituire il precedente pari ruolo Ilyushin Il-14. Il nuovo modello doveva essere in grado di trasportare 36-40 persone, o un corrispondente carico utile pari a 5 000 kg, ad una distanza di 1 350-1 500 km con una velocità di crociera di 750–900 km/h, con una riserva di combustibile per 30 minuti di volo, mentre la velocità massima venne fissata a non meno di 950 km/h. La sua destinazione ad operare su piste di aeroporti secondari prevedeva inoltre una distanza di decollo inferiore ad 800 metri. Venne inoltre richiesta la possibilità di conversione dei modelli civili in versioni militari destinate al trasporto di truppe, feriti e merci varie.

### Sviluppo
L'OKB 156 diretto da Andrej Nikolaevič Tupolev decise di sviluppare una variante del precedente medio raggio Tupolev Tu-104 per rispondere alla richiesta. Il nuovo modello, che assumerà la designazione Tu-124, risultava molto simile al Tu-104 (simile ad una versione in scala ridotta al 75%), tanto che alla distanza ne risultava praticamente indistinguibile. Tuttavia non risultava interamente una copia del suo predecessore.

Il Tu-124 incorporava una serie di perfezionamenti, tra cui flap a doppia fessura, un grande freno aerodinamico posizionato al centro e deflettori automatici. A differenza del Tu-104, il bordo d'uscita alare interno al carrello d'atterraggio non presentava la configurazione a freccia. Mantenne inoltre il parafreno da utilizzare in caso di un atterraggio di emergenza o su una superficie scivolosa ed il carrello era equipaggiato con pneumatici a bassa pressione per favorire il buon funzionamento su aeroporti dotati di piste non asfaltate.
Il prototipo, marche СССР-45000, venne portato in volo per la prima volta il 24 marzo 1960 che, ai comandi del pilota collaudatore A. D. Kaliny, si sollevò dalla pista dell'aeroporto di Ramenskoe. Le prove diedero i risultati sperati e la commissione governativa che lo valutò diede disposizione per l'avvio alla produzione in serie presso lo stabilimento Nr.135 di Charkiv, nell'allora Repubblica socialista sovietica ucraina, sostituendo la produzione del Tu-104.

### Impiego operativo
Le consegne alla compagnia aerea di bandiera sovietica Aeroflot iniziarono nell'agosto 1962, ed il suo primo servizio passeggeri di linea, sulla rotta che collegava Mosca a Tallinn in Estonia, venne operato il 2 ottobre 1962.
La nuova e migliorata versione Tu-134V, che poteva ospitare 56 passeggeri invece dei 44 del modello originale, aveva una maggiore autonomia e un più elevato peso massimo al decollo ed è entrata in servizio nel 1964. Nonostante il basso prezzo di acquisto del velivolo (indicato in 1,45 milioni di dollari nel 1965) e i bassi costi di gestione, venne esportato solo in un numero di limitato di esemplari. Le sole compagnie che lo utilizzarono oltre all'Aeroflot, furono la Československé Státní Aerolinie (ČSA) e la compagnia aerea tedesco orientale Interflug, anche se in seguito la ČSA cedette i suoi esemplari ancora in condizioni operative alla Iraqi Airways nel 1973. Un certo numero di esemplari furono venduti anche ad utilizzatori militari, tra cui le forze armate sovietiche, dove vennero utilizzati come addestratori per la formazione del proprio personale di navigazione. La produzione finale si attestò su 164 esemplari costruiti, incluso il singolo prototipo.

#### La concorrenza all'interno del COMECON
L'industria aeronautica della Repubblica democratica tedesca tentò di competere all'interno del blocco COMECON con un progetto nazionale, il quadrimotore Baade 152. Il programma di sviluppo però si arrestò alla fase iniziale e la Interflug, inizialmente interessata, optò nell'acquisto del Tupolev Tu-134.

#### Incidenti
- 21 agosto 1963 – Un Tu-124 dell'Aeroflot affonda nel fiume Neva a Leningrado dopo un'avaria al propulsore. Non ci sono vittime tra le 52 persone a bordo.

## Versioni
Tu 124 (Ty-124)
versione di serie per 44 passeggeri prodotta fino al 1963, in quanto quasi tutti gli esemplari sono stati richiesti per 56 posti a sedere.
Tu 124 (Ty-124)
versione prevista per 48-52 posti, non avviata alla produzione.
Tu 124 (Ty-124)
versione da 60 posti a sedere, realizzata in un solo esemplare.
Tu 124V (Ty-124B)
versione da 56 posti a sedere, l'unica prodotta in serie dal 1964.
Tu-124B (Ty-124Б)
tre esemplari di serie equipaggiati con motori D-20P-125, realizzati nel 1963.
Tu-124K (Ту-124К)
versione VIP con due livelli di allestimento, Tu-124K-1 e Tu-124K-2, con un diverso numero di posti passeggeri e livello di comfort.
Tu-124TS (Ту-124ТС)
versione aeroambulanza destinata a missioni MEDEVAC.
Tu-124 (SPS) (Ту-124 (СПС))
versione dotata di sistema di soffiaggio dello strato limite atta a migliorare le prestazioni STOL, rimasta alla stadio progettuale.
Tu-124 (SVVP) (Ту-124 (СВВП))
progetto per una versione a decollo verticale o corto, equipaggiata con motori ausiliari RD-36-35 o RD-36-35P per la spinta verticale installati nella fusoliera.
Tu-124Sh (Ту-124Ш)
versione militare per la formazione dei navigatori destinati alla VVS (aeronautica militare) ed AV-MF (marina militare) e disponibili in due versioni, la Sh-1 destinata agli equipaggi dei bombardieri a lungo raggio, la Sh-2 a quelli a corto-medio raggio.
Tu-127 (samolet "127") (Ту-127  (самолет             "127"))
versione da trasporto militare rimasta allo stadio progettuale.

## Utilizzatori

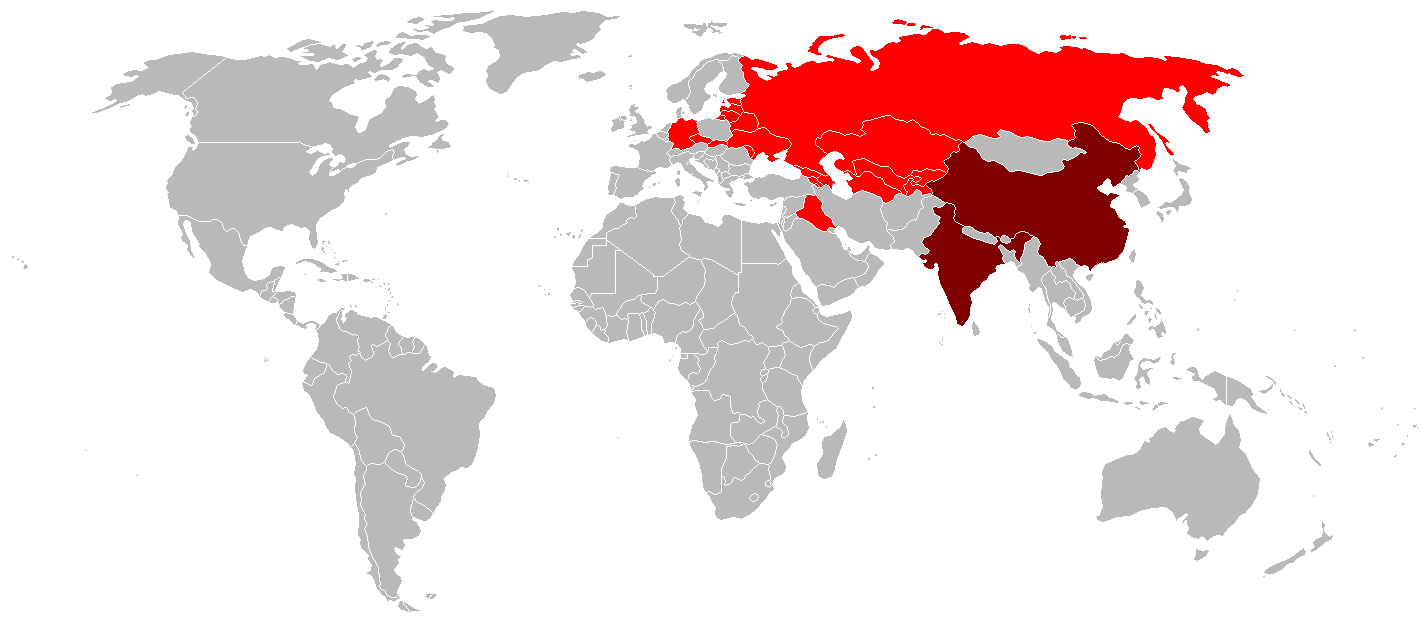
Mappa degli operatori mondiali del Tu-124: in rosso scuro gli utilizzatori solo militari.

### Civili

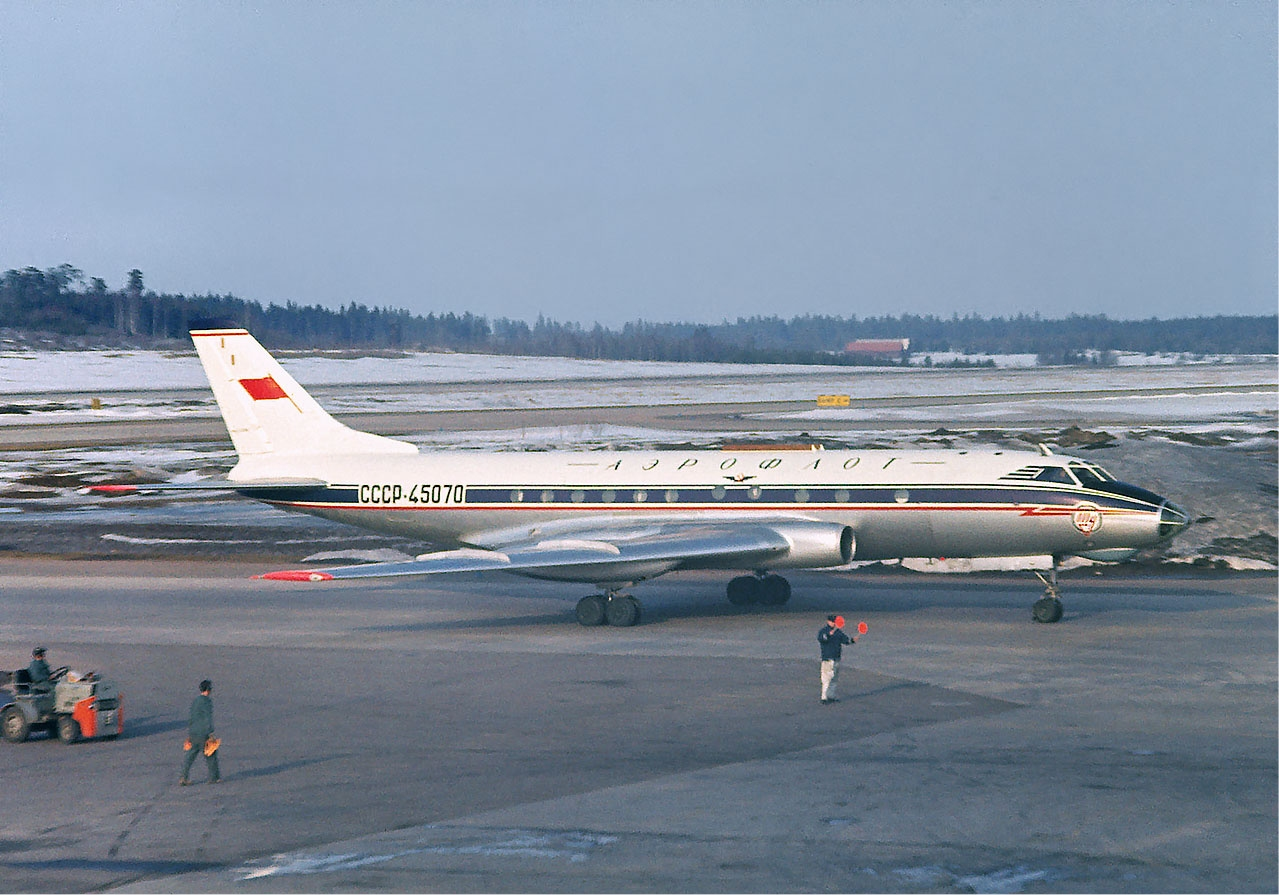
Il Tu-124 marche CCCP-45070 della compagnia aerea sovietica Aeroflot in sosta all'aeroporto di Stoccolma-Arlanda nell'aprile 1966.

Cecoslovacchia
- ČSA

 Germania Est
- Interflug

benché operassero con livrea Interflug erano in realtà di proprietà della Luftstreitkräfte der DDR, l'aeronautica militare della Repubblica Democratica Tedesca.
 Iraq
- Iraqi Airways

 Unione Sovietica
- Aeroflot

### Militari
Cecoslovacchia
- Češkoslovenske Vojenske Letectvo

 Cina
- Zhongguo Renmin Jiefangjun Kongjun

 Corea del Nord
- Chosŏn Inmin Kun Konggun

 Germania Est
- Luftstreitkräfte und Luftverteidigung der Deutschen Demokratischen Republik

 India
- Bhāratīya Vāyu Senā

 Iraq
- Al-Quwwat al-Jawwiyya al-'Iraqiyya

 Unione Sovietica
- Sovetskie Voenno-vozdušnye sily
- Aviacija Voenno-Morskogo Flota